# Gloryland World Cup USA 94
Gloryland World Cup USA 94 es el primer lanzamiento discográfico oficial de la FIFA, para las canciones de la Copa Mundial de la FIFA 1994 celebrada en los Estados Unidos. También se ha publicado en títulos como Soccer Rocks the Globe: World Cup USA 94. El álbum Global contiene un conjunto ligeramente diferente de canciones con sabores de canciones en idioma europeo y arreglos que no se encuentran en Soccer Rocks the World.
También se lanzó una versión latinoamericana del álbum

## Lista de Canciones

### Edición Soccer Rocks The Globe
1. Queen — "We Are the Champions" (Productor: Queen)
2. Daryl Hall & Sounds of Blackness — "Gloryland" (Productor: Charlie Skarbek)
3. James — "Goal, Goal, Goal" (Productor: Brian Eno)
4. Tears for Fears — "New Star" (Productor: Alan Griffiths, Roland Orzabal)
5. The Moody Blues — "This Is the Moment" (Productor: Dennis Lambert)
6. Fleetwood Mac — "Blow by Blow" (Productor: Fleetwood Mac)
7. Jon Bon Jovi — "Blaze of Glory" (Productor: Danny Kortchmar, Jon Bon Jovi)
8. Tina Turner — "The Best" (Productor: Dan Hartman, Tina Turner)
9. Gary Glitter — "Rock & Roll '94"
10. Scorpions — "Under the Same Sun" (Productor: Bruce Fairbairn, Scorpions)
11. Kool & the Gang — "Celebration '94 (Remix)" (Productor - Eumir Deodato) (Remix Productor: Darryl James)
12. Santana — "Luz, Amor Y Vida" (Productor: Carlos Santana)
13. The Crowd — "Anthem (Alé, Alé, Alé, Alé)" (Productor: Charlie Skarbek)
14. "Gloryland (Instrumental)"

### Edición Asia
1. Queen — "We Are the Champions" (Productor: Queen)
2. Daryl Hall & Sounds of Blackness — "Gloryland"
3. James — "Goal, Goal, Goal" (Productor: Brian Eno)
4. The Crowd — "Anthem (Olé, Olé, Olé, Olé/Aida)" (Productor: Charlie Skarbek)
5. Tears for Fears — "New Star"
6. The Moody Blues — "This Is the Moment"
7. Fleetwood Mac — "Blow by Blow"
8. Stelle Azzurre — "Italia Ancora (Italy Once More)" (Productor: Tex, Ringo, Zippo)
9. Jon Bon Jovi — "Blaze of Glory"
10. Tina Turner — "The Best"
11. Gary Glitter — "Rock & Roll '94"
12. Kool & the Gang — "Celebration '94 (Remix)"
13. Scorpions — "No Pain, No Gain"
14. Santana — "Luz, Amor y Vida"
15. Daryl Hall — "Move on Up" (Productor: Joe Nicolo)
16. Peter Koelewijn & Gerry Marsden — "You'll Never Walk Alone" (Productor: Charlie Skarbek)
17. Glory featuring Snake Davis — "Gloryland (Emotion mix)" (Productor: Charlie Skarbek)

### Edición Europa
1. Queen — "We Are the Champions" (Productor: Queen)
2. Daryl Hall & Sounds of Blackness — "Gloryland"
3. Vazelina Bilopphøggers — "Duellen I L.A." (Productor: Ole Evenrude)
4. James — "Goal, Goal, Goal" (Productor: Brian Eno)
5. The Crowd — "Anthem (Olé, Olé, Olé, Olé/Aida)" (Productor: Charlie Skarbek)
6. Tears for Fears — "New Star"
7. Jahn Teigen — "På Vei Til USA" (Productor: Rolf Graff)
8. The Moody Blues — "This Is the Moment"
9. Fleetwood Mac — "Blow by Blow"
10. Stelle Azzurre — "Italia Ancora (Italy Once More)" (Productor: Tex, Ringo, Zippo)
11. Jon Bon Jovi — "Blaze of Glory"
12. Tina Turner — "The Best"
13. Kool & the Gang — "Celebration '94 (Remix)"
14. Scorpions — "No Pain, No Gain"
15. Santana — "Luz, Amor y Vida"
16. Daryl Hall — "Move on Up" (Productor: Joe Nicolo)
17. Peter Koelewijn & Gerry Marsden — "You'll Never Walk Alone" (Productor: Charlie Skarbek)
18. Glory featuring Snake Davis — "Gloryland (Emotion mix)" (Productor: Charlie Skarbek)

### Edición Latinoamérica
1. Queen — "We Are the Champions" (Productor: Queen)
2. Daryl Hall & Sounds of Blackness — "Gloryland"
3. James — "Goal, Goal, Goal" (Productor: Brian Eno)
4. Carlos Vives — "Altos del Rosario"
5. Tears for Fears — "New Star"
6. The Moody Blues — "This Is the Moment"
7. Paulo Ricardo — "Perla"
8. Fleetwood Mac — "Blow by Blow"
9. Stelle Azzurre — "Italia Ancora (Italy Once More)" (Productor: Tex, Ringo, Zippo)
10. Jon Bon Jovi — "Blaze of Glory"
11. Tina Turner — "The Best"
12. Sergio Dalma — "Ser Como Tu"
13. Gary Glitter — "Rock & Roll '94" (parts I & II) LIVE
14. Scorpions — "Under the Same Sun" (Productor: Bruce Fairbairn, Scorpions)
15. Francisco Xavier — "México"
16. Santana — "Luz, Amor y Vida"
17. Mercedes Sosa — "Y Dale Alegría a mi Corazón"
18. Daryl Hall — "Gloryland" (Spanish Version)

| Predecesor: Un'estate italiana | Álbum oficial de la Copa Mundial de Fútbol Gloryland 1994 | Sucesor: Allez Ola! Ole! The Music of the World Cup |